# 550

## Události
- vpád asi 3000 slovanských jezdců do Ilýrie a Thrákie
- hinduistické království Čen-la se ujímá vlády nad územím dnešní Kambodže

## Narození
- sv. Havel, patron biskupství, kantonu, města St. Gallen, hus, kuřat a kohoutů († 16. října 640)

## Hlavy států
- Papež – Vigilius (537–555)
- Byzantská říše – Justinián I. (527–565)
- Franská říše
  - Soissons – Chlothar I. (511–561)
  - Paříž – Childebert I. (511–558)
  - Remeš – Theobald (548–555)
- Anglie
  - Wessex – Cynric (534–560)
  - Essex – Aescwine (527–587)
- Perská říše – Husrav I. (531–579)
- Ostrogóti – Totila (541–552)
- Vizigóti – Agila (549–554)